# كيفن لينكولن
كيفن لينكولن (بالإنجليزية: Kevin Lincoln)‏ هو رسام أسترالي، ولد في 1941 في Battery Point ‏ في أستراليا.